# Памятник советским ветеранам войны
Памятник советским ветеранам войны (сербохорв. Споменик совјетским ратним ветеранима / Spomenik sovjetskim ratnim veteranima) воздвигнут в 1965 году на горе Авала (Центральная Сербия, округ Белград) в 180 м от её вершины на месте авиакатастрофы Ил-18В советских ВВС 19 октября 1964 года и посвящён памяти погибших в ней 18 человек.
В их числе оказалась делегация высших советских военачальников, летевшая в Белград на празднование 20-й годовщины освобождения города Красной Армией и НОАЮ от гитлеровских захватчиков. На памятной (недоступная ссылка) плите у памятника написано:

«Здесь в авиакатастрофе утром 19 октября 1964 года погибли советские герои, наши боевые друзья и товарищи:
- Бирюзов Сергей Семёнович — маршал Советского Союза;
- Жданов Владимир Иванович — генерал-полковник;
- Миронов Николай Романович — генерал-майор;
- Шкодунович Николай Николаевич — генерал-лейтенант;
- Кравцов Иван Кондратьевич — генерал-лейтенант;
- Бочаров Леонид Порфирьевич — генерал-майор;
- Шелудько Григорий Тимофеевич — подполковник;
- Сысуев Михаил Петрович — майор;
- Беляев Геннадий Андреевич — майор;
- Курышев Геннадий Николаевич — капитан;
- Ефимов Алексей Вавилович — капитан;
- Ищенко Владимир Дмитриевич — майор;
- Молин Олег Сергеевич — капитан;
- Черненко Валентин Васильевич — старший лейтенант;
- Жебелев Николай Андреевич — младший сержант;
- Качалкин Валентин Федорович — младший сержант;
- Ермаков Евгений Васильевич — старший сержант;
- Кузьмина Тамара Сергеевна — младший сержант.

Здесь в октябре 1944 года они боролись за свободу Белграда. Здесь же в октябре 1964 года они стали частью легендарной истории нашего города, символом братства и общей борьбы».

Скульптор — Йован Кратохвил, профессор, ректор (1971—1973) Университета искусств в Белграде. Монумент установлен на гранитном основании, отлит из бронзы и выполнен в виде двух сломанных крыльев самолёта. Та же символика прослеживается и в расположении зелёных насаждений вокруг памятника. Силами посольства России в Сербии ежегодно в день освобождения Белграда 20 октября, а также в День Победы и День защитника Отечества традиционно организуется торжественное возложение траурных венков.
На расположенной у ведущей к монументу дорожки трёхъязычной табличке-указателе его название по-русски по состоянию на сентябрь 2014 года указывалось неверно: «Памятник советским воинственным ветеранам».